# Anopogammarus birsteini
Anopogammarus birsteini is een vlokreeftensoort uit de familie van de Typhlogammaridae. De wetenschappelijke naam van de soort is voor het eerst geldig gepubliceerd in 1945 door Derzhavin.